# فهرست آثار ملی شهرستان تایباد
فهرست آثار ملی شهرستان تایباد شامل ۴۶ اثر ملی در شهرستان تایباد است که تا ۱۳۹۷ به ثبت رسیده‌اند که سهم این شهرستان در سطح استان خراسان رضوی که بالغ بر ۱۴۰۷ اثر تاریخی ثبت شده دارد معمول است.
میل کرات اولین اثر ملی این شهرستان است که در ۱۵ دی ۱۳۱۰ خورشیدی در فهرست آثار ملی ایران قرار گرفت. همچنین حوض‌انبار مشهد ریزه قدیمی‌ترین بنای تاریخی این شهرستان است.

## آثار ثبت‌شده
| ردیف      | نام اثر                                 | نگاره          | دیرینگی                                     | موقعیت                                                                                         | شمارهٔ ثبت | تاریخ ثبت       | منبع   |
| بناها     | بناها                                   | بناها          | بناها                                       | بناها                                                                                          | بناها     | بناها           | بناها  |
| --------- | --------------------------------------- | -------------- | ------------------------------------------- | ---------------------------------------------------------------------------------------------- | --------- | --------------- | ------ |
| ۱         | میل کرات                                |                | دوره سلجوقی                                 | روستای کرات ۳۴°۳۳′۴۷٫۲″ شمالی ۶۰°۳۳′۵۰٫۲″ شرقی / ۳۴٫۵۶۳۱۱۱°شمالی ۶۰٫۵۶۳۹۴۴°شرقی                | ۱۲۳       | ۱۵ دی ۱۳۱۰      | [ ۳ ]  |
| ۲         | آرامگاه مولانا زین الدین ابوبکر تایبادی |                | سده ۹ ق                                     | حاشیه شهر تایباد ۳۴°۴۳′۵۶٫۶″ شمالی ۶۰°۴۵′۵۶٫۹″ شرقی / ۳۴٫۷۳۲۳۸۹°شمالی ۶۰٫۷۶۵۸۰۶°شرقی           | ۳۰۹       | ۲۹ آذر ۱۳۱۶     | [ ۵ ]  |
| ۳         | بقعه شاهزاده قاسم                       |                | دوره صفوی                                   | شهر مشهد ریزه                                                                                  | ۲۰۷۶      | ۲۹ تیر ۱۳۷۷     | [ ۶ ]  |
| ۴         | قلعه سرخ حصار                           | بارگذاری تصویر | دوران‌های تاریخی پس از اسلام                 | ۴/۵ کیلومتری شمال روستای دشت‌آباد                                                               | ۲۹۰۶      | ۵ آذر ۱۳۷۹      | [ ۷ ]  |
| ۵         | آرامگاه شیخ ابو اسحاق                   | بارگذاری تصویر | سده ۹ ق                                     | روستای آبقه                                                                                    | ۱۲۰۸۰     | ۱۲ تیر ۱۳۸۴     | [ ۸ ]  |
| ۶         | آب‌انبار آبقه                            | بارگذاری تصویر | دوران‌های تاریخی پس از اسلام - دوره قاجار    | روستای آبقه                                                                                    | ۱۲۲۲۹     | ۳۰ تیر ۱۳۸۴     | [ ۹ ]  |
| ۷         | مقبره خواجه عبد الخالق                  | بارگذاری تصویر | دوره قاجار                                  | بخش مرکزی - روستای سعدآباد                                                                     | ۱۲۳۹۸     | ۱۱ مرداد ۱۳۸۴   | [ ۱۰ ] |
| ۸         | زیارتگاه روستای آبقه                    |                | دوره قاجار                                  | روستای آبقه ۳۴°۳۹′۴۷٫۴″ شمالی ۶۰°۲۶′۴۹٫۹″ شرقی / ۳۴٫۶۶۳۱۶۷°شمالی ۶۰٫۴۴۷۱۹۴°شرقی                | ۱۲۸۶۸     | ۱۹ مرداد ۱۳۸۴   | [ ۱۱ ] |
| ۹         | حسینیه تایباد                           | بارگذاری تصویر | دوره پهلوی                                  | شهر تایباد - خیابان شهید رجایی، کوچه حسینیه آقا، پ ۲۴                                          | ۱۳۱۳۳     | ۲۲ مرداد ۱۳۸۴   | [ ۱۲ ] |
| ۱۰        | قلعه سعدآباد                            | بارگذاری تصویر | سده ۸ تا ۱۳ ق                               | بخش مرکزی - روستای سعدآباد                                                                     | ۱۳۱۳۴     | ۲۲ مرداد ۱۳۸۴   | [ ۱۳ ] |
| ۱۱        | قلعه کهنه نادری                         | بارگذاری تصویر | دوره افشار                                  | روستای آبقه                                                                                    | ۱۳۱۳۶     | ۲۲ مرداد ۱۳۸۴   | [ ۱۴ ] |
| ۱۲        | حمام فرمان‌آباد                          | بارگذاری تصویر | دوره قاجار                                  | روستای فرمان‌آباد                                                                               | ۱۳۱۳۹     | ۲۲ مرداد ۱۳۸۴   | [ ۱۵ ] |
| ۱۳        | قلعه مردان‌آباد                          | بارگذاری تصویر | دوره تیموری - دوره صفوی                     | روستای مردان‌آباد                                                                               | ۱۳۱۴۰     | ۲۲ مرداد ۱۳۸۴   | [ ۱۶ ] |
| ۱۴        | آسیاب‌آبی حسینی                          | بارگذاری تصویر | اواخر دوره قاجار                            | روستای حسینی                                                                                   | ۱۳۱۴۲     | ۲۲ مرداد ۱۳۸۴   | [ ۱۷ ] |
| ۱۵        | قلعه کهنه شرشری                         | بارگذاری تصویر | اسلامی                                      | جنوب‌غربی روستای جوزقان                                                                         | ۱۳۱۴۳     | ۲۲ مرداد ۱۳۸۴   | [ ۱۸ ] |
| ۱۶        | مزار خواجه شهاب الدین احمد              | بارگذاری تصویر | سده ۸ ق                                     | ۳۰۰ متری شمال‌غرب روستای جوزقان                                                                 | ۱۳۱۴۵     | ۲۲ مرداد ۱۳۸۴   | [ ۱۹ ] |
| ۱۷        | مزار پیرشکریار                          | بارگذاری تصویر | سده ۵ تا ۱۱ ق                               | روستای فرمان‌آباد                                                                               | ۱۳۱۴۸     | ۲۲ مرداد ۱۳۸۴   | [ ۲۰ ] |
| ۱۸        | مزار خواجه احمد                         | بارگذاری تصویر | دوره قاجار                                  | روستای آبقه                                                                                    | ۱۳۱۴۹     | ۲۲ مرداد ۱۳۸۴   | [ ۲۱ ] |
| ۱۹        | مسجد قدیمی محسن‌آباد                     | بارگذاری تصویر | دوره قاجار                                  | ضلع غربی روستای محسن‌آباد                                                                       | ۱۳۴۹۸     | ۷ شهریور ۱۳۸۴   | [ ۲۲ ] |
| ۲۰        | آرامگاه ابوالفتح و برادرش               | بارگذاری تصویر | سده ۷ ق - معاصر                             | شهر تایباد - ابتدای ورودی شهر - مزار شهدای گمنام                                               | ۱۳۸۷۰     | ۲۵ آبان ۱۳۸۴    | [ ۲۳ ] |
| ۲۱        | حمام قدیمی آبقه                         | بارگذاری تصویر | اوایل دوره پهلوی                            | روستای آبقه - روبروی زیارتگاه آبقه                                                             | ۱۴۱۴۷     | ۱۱ آذر ۱۳۸۴     | [ ۲۴ ] |
| ۲۲        | قلعه کرات                               | بارگذاری تصویر | دوره قاجار                                  | ۱۰۰ متری غرب روستای کرات                                                                       | ۱۵۲۶۷     | ۲۴ اسفند ۱۳۸۴   | [ ۲۵ ] |
| ۲۳        | بقایای رباط سنگی کرات                   | بارگذاری تصویر | سده ۹ - ۱۰ ق                                | ۲ کیلومتری جنوب‌غرب روستای کرات                                                                 | ۱۵۸۸۶     | ۲۴ مرداد ۱۳۸۵   | [ ۲۶ ] |
| ۲۴        | ساختمان هنگ مرزی                        | بارگذاری تصویر | پهلوی اول                                   | شهر تایباد - چهارراه مخابرات - انتهای بلوار شریعتی                                             | ۲۲۲۳۹     | ۲۶ اسفند ۱۳۸۶   | [ ۴ ]  |
| ۲۵        | حوض‌انبار مشهد ریزه                      | بارگذاری تصویر | دوره ساسانی                                 | شهر مشهد ریزه                                                                                  | ۳۰۲۸۶     | ۲۴ خرداد ۱۳۹۰   | [ ۴ ]  |
| تپه‌ها     |                                         |                |                                             |                                                                                                |           |                 |        |
| ۲۶        | تپه بره خوز                             | بارگذاری تصویر | تاریخی                                      | ؟                                                                                              | ۳۰۹۸      | ۲۵ اسفند ۱۳۷۹   | [ ۲۷ ] |
| ۲۷        | تپه فیض‌آباد                             | بارگذاری تصویر | اسلامی                                      | ۷ کیلومتری شمال‌غرب شهر تایباد                                                                  | ۳۵۲۷      | ۲۵ اسفند ۱۳۷۹   | [ ۲۸ ] |
| ۲۸        | تپه کلاته آقا                           | بارگذاری تصویر | تاریخی                                      | روستای کلاته حضرت                                                                              | ۱۱۹۳۲     | ۵ تیر ۱۳۸۴      | [ ۲۹ ] |
| ۲۹        | تپه آبقه                                | بارگذاری تصویر | دوران‌های تاریخی پس از اسلام                 | روستای آبقه                                                                                    | ۱۱۹۹۹     | ۵ تیر ۱۳۸۴      | [ ۳۰ ] |
| ۳۰        | تپه شاه عباس                            | بارگذاری تصویر | تاریخی                                      | روستای خیرآباد                                                                                 | ۱۲۰۸۲     | ۱۲ تیر ۱۳۸۴     | [ ۳۱ ] |
| ۳۱        | تپه قادرآباد                            | بارگذاری تصویر | دوره ساسانیان - دوران‌های تاریخی پس از اسلام | روستای قادرآباد                                                                                | ۱۳۳۱۴     | ۲۲ مرداد ۱۳۸۴   | [ ۳۲ ] |
| ۳۲        | تپه سفالی شکرک یک                       | بارگذاری تصویر | تاریخی                                      | بخش مرکزی - ضلع جنوب‌غربی روستای متروکه آدم‌پور                                                  | ۱۷۳۷۳     | ۲۳ بهمن ۱۳۸۵    | [ ۳۳ ] |
| ۳۳        | تپه سفالی شکرک دو                       | بارگذاری تصویر | هزاره اول پیش از میلاد                      | بخش مرکزی - ضلع جنوبی روستای متروکه آدم‌پور                                                     | ۱۷۳۷۴     | ۲۳ بهمن ۱۳۸۵    | [ ۳۴ ] |
| ۳۴        | تپه سم پایین                            | بارگذاری تصویر | سده‌های اولیه اسلامی                         | ۲ کیلومتری جنوب شرقی روستای جوزقان                                                             | ۱۹۱۱۸     | ۳ خرداد ۱۳۸۶    | [ ۳۵ ] |
| ۳۵        | تپه شادی                                | بارگذاری تصویر | سده ۵ تا ۷ ق                                | ۵۰۰ متری غرب روستای شادی                                                                       | ۲۰۵۸۲     | ۲۶ دی ۱۳۸۶      | [ ۳۶ ] |
| ۳۶        | تپه شیزن                                | بارگذاری تصویر | سده ۵ تا ۹ ق                                | شمال روستای شیزن                                                                               | ۲۰۵۸۵     | ۲۶ دی ۱۳۸۶      | [ ۳۷ ] |
| ۳۷        | تپه سنگ کن                              | بارگذاری تصویر | سده ۶ تا ۹ ق                                | روستای جوزقان                                                                                  | ۲۰۵۸۹     | ۲۶ دی ۱۳۸۶      | [ ۳۸ ] |
| ۳۸        | تپه کهجه                                | بارگذاری تصویر | سده‌های میانی اسلامی                         | روستای کهجه                                                                                    | ۲۰۵۹۳     | ۲۶ دی ۱۳۸۶      | [ ۳۹ ] |
| مجموعه‌ها  |                                         |                |                                             |                                                                                                |           |                 |        |
| ۳۹        | مجموعه تاریخی عباس‌آباد                  |                | دوره تیموری - دوره قاجار                    | ۳۴ کیلومتری شمال شهر تایباد ۳۴°۵۹′۴۵٫۳″ شمالی ۶۰°۴۳′۸٫۷″ شرقی / ۳۴٫۹۹۵۹۱۷°شمالی ۶۰٫۷۱۹۰۸۳°شرقی | ۲۳۸۶      | ۲ شهریور ۱۳۷۸   | [ ۴۰ ] |
| محوطه‌ها   |                                         |                |                                             |                                                                                                |           |                 |        |
| ۴۰        | محوطه جوزقان                            | بارگذاری تصویر | دوران‌های تاریخی پس از اسلام                 | روستای جوزقان                                                                                  | ۳۵۲۴      | ۲۵ اسفند ۱۳۷۹   | [ ۴۱ ] |
| ۴۱        | آثار تاریخی سوران                       | بارگذاری تصویر | دوران‌های تاریخی پس از اسلام                 | روستای سوران ۳۴°۴۸′۵۵″ شمالی ۶۰°۲۰′۴۳″ شرقی / ۳۴٫۸۱۵۲۸°شمالی ۶۰٫۳۴۵۲۸°شرقی                     | ۳۵۲۶      | ۲۵ اسفند ۱۳۷۹   | [ ۴۲ ] |
| ۴۲        | محوطه فرمان‌آباد                         | بارگذاری تصویر | سده ۷ تا ۱۱ ق                               | روستای فرمان‌آباد                                                                               | ۸۲۵۴      | ۲۴ فروردین ۱۳۸۲ | [ ۴۳ ] |
| ۴۳        | محوطه کرات                              | بارگذاری تصویر | صدر اسلام تا سده ۹ ق                        | روستای کرات                                                                                    | ۸۲۵۵      | ۲۴ فروردین ۱۳۸۲ | [ ۴۴ ] |
| ۴۴        | محوطه آسیاباد                           | بارگذاری تصویر | سده ۶ تا ۸ ق                                | روستای آبقه                                                                                    | ۱۳۱۳۵     | ۲۲ مرداد ۱۳۸۴   | [ ۴۵ ] |
| ۴۵        | محوطه و بقایای قلعه سرباز               | بارگذاری تصویر | دوره صفوی - دوره قاجار                      | ابتدای روستای محسن‌آباد                                                                         | ۱۴۳۷۶     | ۱۶ اسفند ۱۳۸۴   | [ ۴۶ ] |
| گورستان‌ها |                                         |                |                                             |                                                                                                |           |                 |        |
| ۴۶        | گورستان تاریخی سوران                    |                | سده ۹ - ۱۲ ق                                | ۵۰۰ متری شرق روستای سوران                                                                      | ۱۹۱۰۴     | ۳ خرداد ۱۳۸۶    | [ ۴۷ ] |